# Spilosoma rhodophila
Spilosoma rhodophila là một loài bướm đêm thuộc phân họ Arctiinae, họ Erebidae.